# Hébertville-Station
Hébertville-Station est une municipalité du Québec, située dans la municipalité régionale de comté de Lac-Saint-Jean-Est, dans la région administrative du Saguenay–Lac-Saint-Jean.

## Toponymie
Elle est nommée en l'honneur de l'abbé Nicolas-Tolentin Hébert, âme dirigeante de la colonisation. 

## Histoire

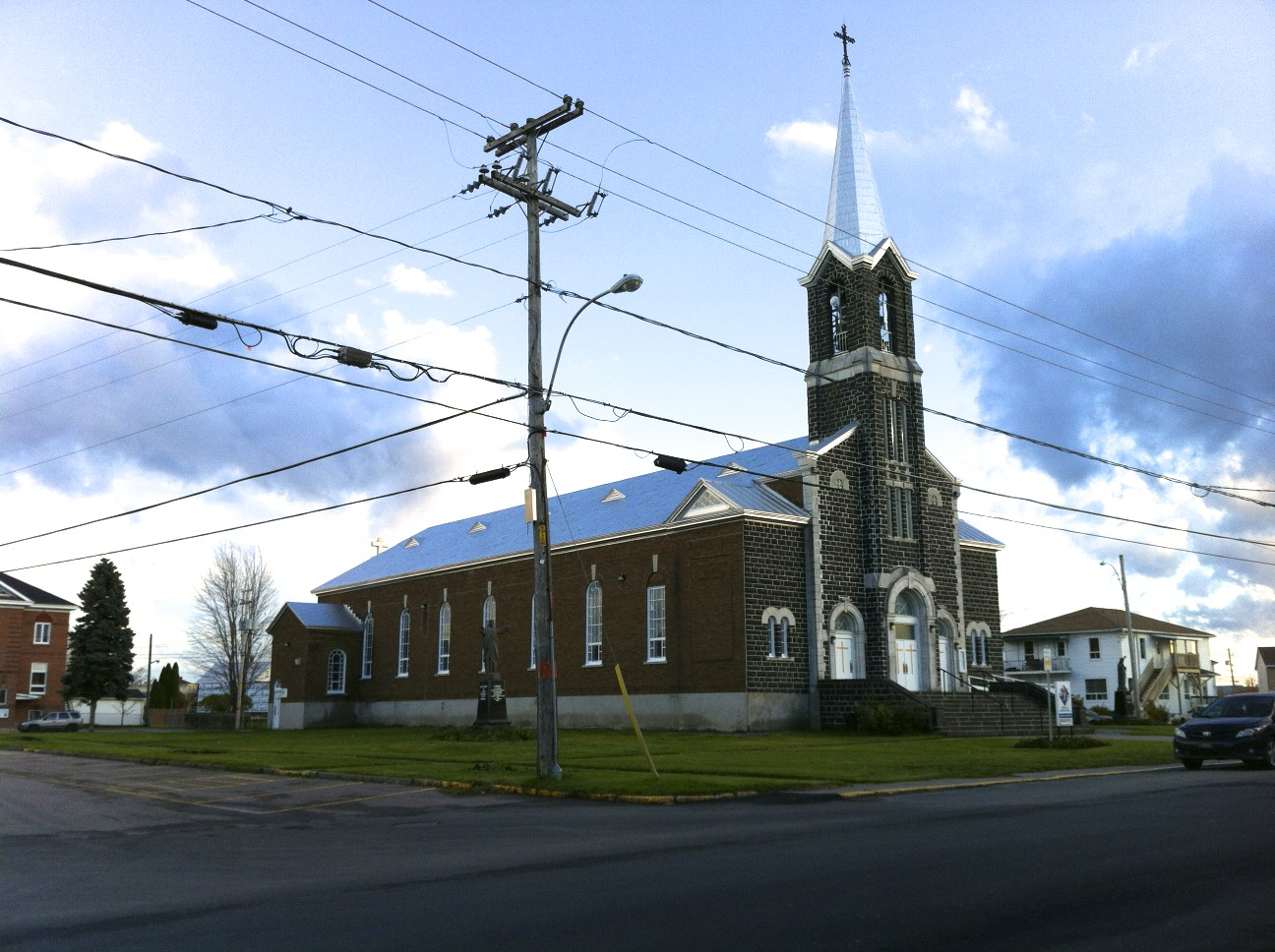
Église Saint-Wilbrod

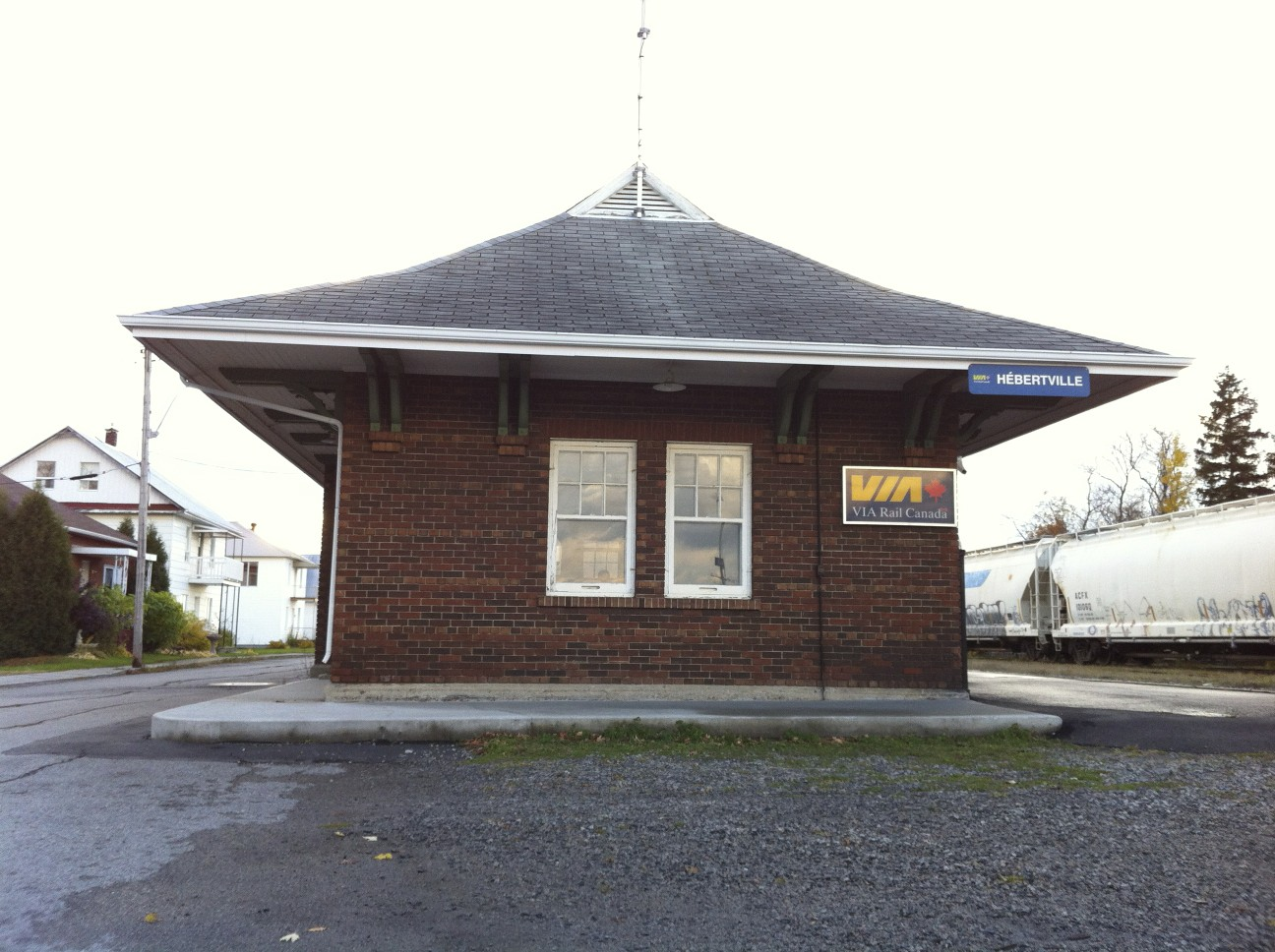
Gare ferroviaire

Le village est centenaire depuis 2003.

### Chronologie
- 1878: Le village est fondé et on lui donne le nom de St-Wilbrod en l'honneur de M. l'abbé Wilbrod Barabé. ancien curé d'Hébertville.
- 1878: À l'arrivée des pionniers, au mois de mai, le territoire était en bois debout (bois sur pied) et il n'y avait pas de chemins, ni de sentiers.
- 1878: Premier conseil. Au poste de maire : M. Louis-Nazaire Asselin; ses conseillers : MM. Paul Brown et Alfide Tremblay.
- 1879: M. Louis-Nazaire Asselin, âgé de 16 ans, construisit un campement de 12 x 15 pieds sur la terre de M. Hyacinthe Bois. Ce fut la première construction.
- 1880: Construction de la première chapelle : M. l'abbé Galixte Tremblay en fut le premier desservant, il fut remplacé par M. l'abbé Jos-Emond Tremblay.
- 1882: M. Louis-Nazaire Asselin construisit la première maison qui mesurait 22 x 25 pieds.
- 1885: Les premières routes apparaissent.
- 1893: Le premier chemin de fer du Canadien National y est construit.
- 1894: Construction de la Gare.
- 1900: Agrandissement de la chapelle.
- 1903: Le village est érigé en corporation municipale et l'électricité y est installée.
- 1904: M. l'abbé Pierre Bouchard est nommé premier curé résident. La première quête du dimanche rapporta 50¢. M. Thomas Fortin est nommé sacristain. On célèbre aussi cette année-là le premier mariage ainsi que le premier baptême. M. Paul Duval est nommé gérant de la première Banque provinciale du Canada.
- 1908: Construction d'un abattoir.
- 1911: Érection canonique et élection civile. On remarque une manufacture de viande et bleuets en conserves et une autre pour la construction de tuyaux en bois (incendiée en 1928).
- 1918: On ouvre la première tannerie.
- 1930: Grand feu qui détruisit le tiers du village y compris l'église, l'hôtel de ville, la gare et nombre de maisons et de commerces.
- 1931: Reconstruction des immeubles et de l'église.
- 1932: Première école de garçons dans la maison de M. Daniel Côté.
- 1942: Deuxième grand feu qui ravagea une trentaine de maisons.
- 1959: Le recensement compte pas moins de 1468 personnes réparties dans 259 familles. On mentionne 300 occupations différentes dans les limites de la municipalité.
- 1961: Le jeune Robert Bouchard d'Hébertville-Station est encouragé par le conseil à participer à la traversée du Lac St-Jean. Année du 25e anniversaire de la caisse populaire.
- 1963: On fait l'achat d'un tracteur pour l'exécution des travaux.
- 1965: Le rang 3 Sinaï s'appellera la rue St-Jean-Baptiste.
- 1966: M. Gaston Simard est le nouveau maire, c'est à ce moment le huitième depuis M. Louis-Nazaire Asselin.
- 1967: Une demande est faite afin d'avoir un foyer pour les personnes âgées.
- 1968: Une pompe à l'eau est achetée afin de desservir toute la plage municipale.
- 1973: On installe un parc de roulottes sur le lot no. 7A.
- 1974: Ouverture officielle de l'entreprise Phosalac et du centre des loisirs.
- 1974: La municipalité acquiert le collège St-Wilbrod afin d'y faire un centre communautaire à but non lucratif.
- 2013: Le 20 juillet l'hôtel de ville est ravagée par un incendie. L'année suivante l'hôtel de ville fût reconstruit au même endroit.

## Géographie
La rivière Bédard traverse la municipalité du sud-est vers le nord-ouest.

## Démographie
| 1911 | 1921 | 1931 | 1941 | 1951  |
| ---- | ---- | ---- | ---- | ----- |
| 737  | 739  | 922  | 950  | 1 038 |

| 1956  | 1961  | 1966  | 1971  | 1976  |
| ----- | ----- | ----- | ----- | ----- |
| 1 214 | 1 257 | 1 179 | 1 163 | 1 362 |

| 1981  | 1986  | 1991  | 1996  | 2001  |
| ----- | ----- | ----- | ----- | ----- |
| 1 442 | 1 416 | 1 376 | 1 393 | 1 330 |

| 2006  | 2011  | 2016  | 2021  | - |
| ----- | ----- | ----- | ----- | - |
| 1 230 | 1 216 | 1 311 | 1 229 | - |

## Administration
Les élections municipales se font en bloc pour le maire et les six conseillers.
| Hébertville-Station Maires depuis 2002                                                                               |                    |         |          |
| Élection | Maire              | Qualité | Résultat |
| 2002 | Serge Fournier     |         | Voir     |
| 2005 | Jean-Claude Bolduc |         | Voir     |
| 2009 | Réal Côté          |         | Voir     |
| 2013 | Réal Côté          | Voir    |          |
| 2017 | Réal Côté          | Voir    |          |
| 2021 | Michel Claveau     |         | Voir     |
| Élection partielle en italique Depuis 2005, les élections sont simultanées dans toutes les municipalités québécoises |                    |         |          |

## Économie
L'agriculture est la principale activité économique de la municipalité.
La plupart des habitants actifs travaillent ou étudient dans la ville d'Alma et ses environs. 

## Culture et société

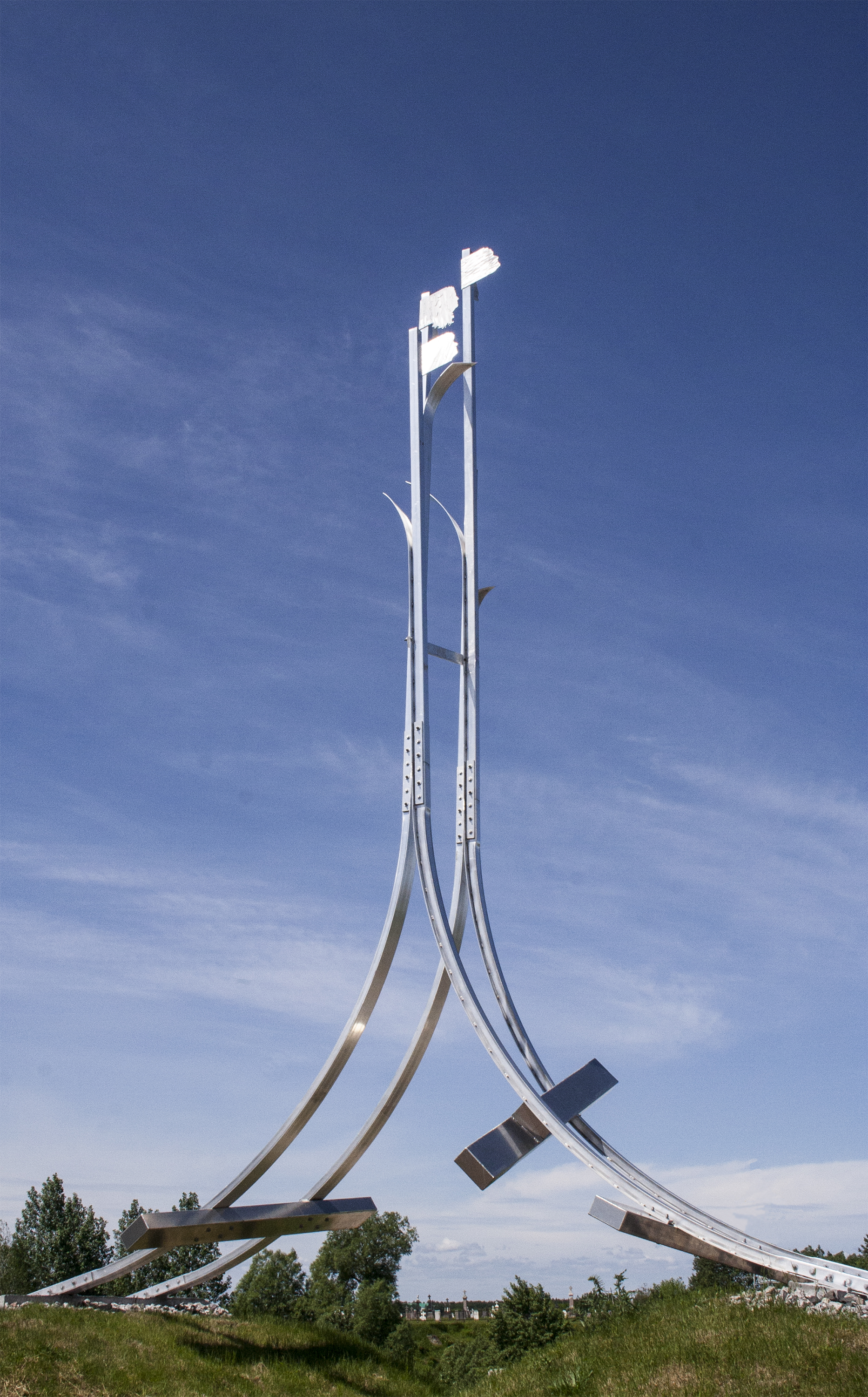
Mât de mai, Dutil, 2010

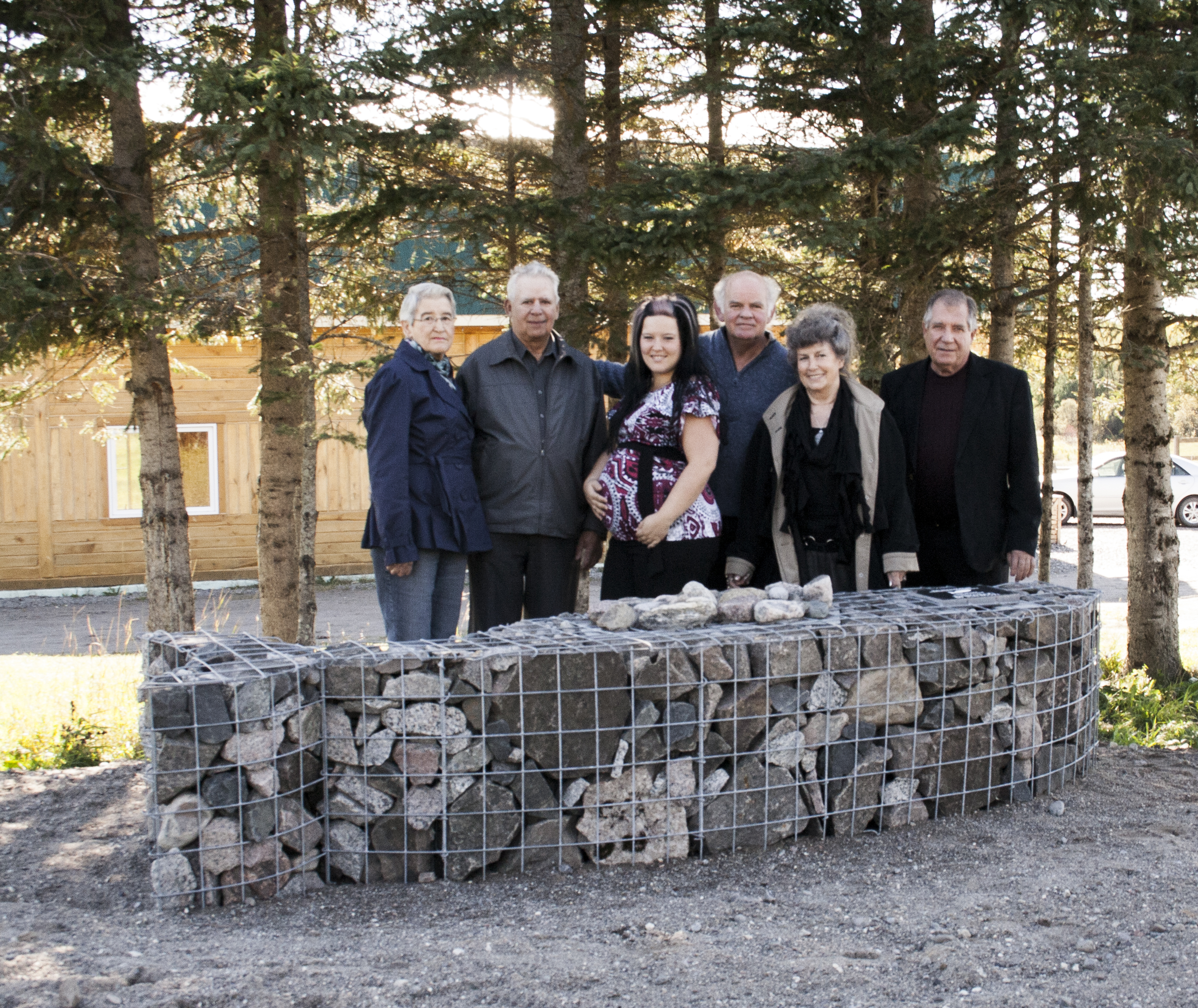
Tacon Site de la Fécondité, 2010

Il s'y déroule aussi deux festivals durant l'année, les gaietés hivernales en février et la plantation du mai en juin. Les festivités de la 40e édition de la Plantation du mai le 11 juin 2010 célèbrent le 150e anniversaire de naissance du maire fondateur de la municipalité d’Hébertville-Station : Louis-Nazaire Asselin. Cette fête consiste à une grande parade évoquant l’histoire d’Hébertville-Station et à l’installation d’un Mât de mai soulignant l’implication citoyenne de Gaston Simard et de Rosa Tremblay. La conception et la réalisation du Mât de mai sont confiées au sculpteur Daniel Dutil. Pour cette occasion, le collectif d’artistes Interaction Qui implante le Tacon Site de la Fécondité dans le cadre de la Grande Marche des Tacons-Sites. Ainsi la municipalité d’Hébertville-Station devient dépositaire du marqueur identitaire fondé sur la prodigalité de nos familles régionales qui a permis de développer le territoire Saguenay—Lac-Saint-Jean.

### Liens Externes
- Site officiel
- Ressources relatives à la géographie :   - Banque de noms de lieux du Québec
  - Base de données toponymiques du Canada
  - Répertoire des municipalités
  - Statistique Canada